# Tragano
Tragano (Grieks: Τραγανό) is een deelgemeente (dimotiki enotita) van de fusiegemeente (dimos) Pineios, in de Griekse bestuurlijke regio (periferia) West-Griekenland.
Tragano ligt in het voormalige departement Ilia en telt 3361 inwoners.